# Lamproneura lucerna
Lamproneura lucerna là loài chuồn chuồn trong họ Protoneuridae. Loài này được De Marmels mô tả khoa học đầu tiên năm 2003.